# برنارد باومايستر
برنارد باومايستر (و. 1827 – 1917 م) هو ممثل، وممثل مسرحي ألماني، ولد في بوزنان، توفي في فيينا، عن عمر يناهز 90 عاماً.

## وصلات خارجية
- برنارد باومايستر على موقع IMDb (الإنجليزية)

- برنارد باومايستر في قاعدة بيانات الأفلام على الإنترنت